# 氯化

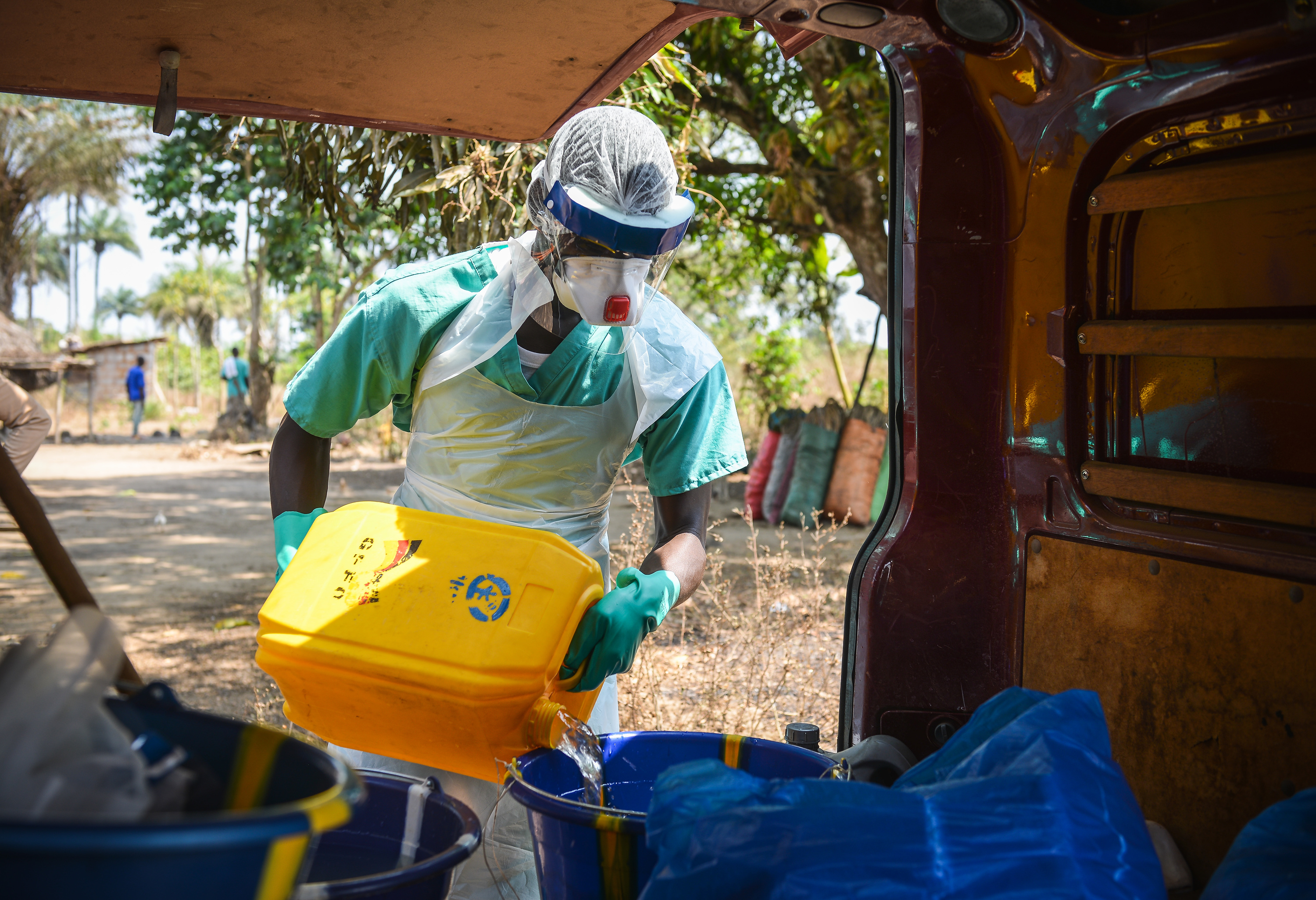
洛科港区埃博拉应对中心的一名员工正在准备氯化水

氯化（英語：Chlorination）是水的净化中的一个过程，在这个过程中，氯气被加入水中。被处理后的水能够更有效的预防疾病传染。游泳池中的水也经常是通过氯化消毒。